# Feeding off the Mojo
Feeding off the Mojo — шестой студийный альбом американской рок-группы Night Ranger, изданный в 1995 году. Это единственный альбом записанный с бас-гитаристом и вокалистом Гэри Муном.

## Об альбоме
Песни «Your Eyes Are the Window», «Wrong Again», «Alligator», «Heart of Stone» были написаны для альбома, но не вошли в него. Альбом продюсировал Дэвид Прейтер. Запись альбома проходила с 15 июля 1994 года по 31 августа 1995 года. Пластинка не попала в чарты, так как в то время хард-рок уже был не в моде.
Несмотря на то, что это был первый альбом в 1990-х годах, после того как группа распалась, некоторые фанаты не были в восторге от диска из-за того, что в его записи не принимали участие Джек Блэйдс, Джефф Уотсон и Алан Фитджеральд. Хотя гитарист Брэд Гиллис и ударник Келли Киги всё-таки приняли участие в записи.

## Список композиций
1. «Mojo» (Night Ranger) — 4:12
2. «Last Chance» (Night Ranger, Пэрис) — 5:05
3. «Try (For Good Reason)» (Night Ranger, О’Брайен) — 3:56
4. «Precious Time» (Мигер, Night Ranger) — 4:41
5. «The Night Has a Way» (Тайсон, Уэрд) — 4:51
6. «Do You Feel Like I Do/Tomorrow Never Knows» (Фрэмптон, Галлахер, Леннон, Сиомос, Маккартни, Уиллс) — 4:53
7. «Music Box» (Ишам, Night Ranger) — 5:38
8. «Longest Days» (Night Ranger, Спаркс) — 5:01
9. «Tell Me I’m Wrong» (Night Ranger) — 4:36
10. «So Far Gone» (Night Ranger) — 5:15

## Участники записи
- Гэри Мун — вокал, бас-гитара
- Бред Гиллис — гитара
- Келли Киги — ударные
- Крис Бельман — мастеринг